# Gupt
Pour les articles homonymes, voir Gupt (homonymie).
Pour plus de détails, voir Fiche technique et Distribution.
Gupt (गुप्त), en français : « secret », est un thriller psychologique indien, réalisé par Rajiv Rai, sorti en 1997.

## Synopsis
À la suite du décès de son mari, Sharda (Priya Tendulkar) épouse le gouverneur Jaisingh Sinha (Raj Babbar). Son fils aîné, Sahil (Bobby Deol) ne l'apprécie pas. Lors d'un anniversaire il menace son beau-père avec un couteau devant tous les invités. Le lendemain, il découvre son père tué par la même arme et il est arrêté sur le lieu du crime. Au tribunal, tous les proches de son père, le médecin de famille, l'avocat et même sa propre mère témoignent contre lui ; il est déclaré coupable et est condamné à 14 ans de prison. Quelques jours après son arrivée en prison, il s'évade et une chasse à l'homme est organisée, dirigée par l'inspecteur Udham Singh (Om Puri). Toutes les personnes qui avaient témoigné contre lui sont hospitalisées les unes après les autres et le docteur Gandhi (Kulbhushan Kharbanda) est assassiné. Tout en incitant Mantri (Prem Chopra) à lui avouer la vérité, Sahil apprend qu'Udham Singh croit avoir arrêté le véritable assassin et obtenu ses aveux. Peu après, Sahil retourne chez lui et sa mère le pardonne. Mais le cauchemar reprend quand Udham Singh est poignardé et personne ne connaît alors l'identité du vrai tueur...

## Fiche technique
Sauf indication contraire, les informations mentionnées dans cette section peuvent être confirmées par la base de données cinématographiques IMDb,  présente dans la section « Liens externes ».
- Titre : Gupt
- Titre original : गुप्त
- Titre international : Gupt: The Hidden Truth
- Réalisation : Rajiv Rai
- Scénario : Shabbir Boxwala, Rajiv Rai
- Dialogues : Naeem Sha
- Direction artistique : Bijon Das Gupta
- Décors : Shabbir Boxwala
- Maquillage : Nicole Demers
- Photographie : Ashok Mehta
- Montage : Rajiv Rai
- Musique : Viju Shana
- Paroles : Anand Bakshi
- Production : Gulshan Rai
- Sociétés de production : Trimurti Films Pvt. Ltd.
- Sociétés de distribution : Digital Entertainment, Eros Entertainment
- Société d'effets spéciaux : EFX
- Pays d'origine :  Inde
- Langues : Hindi
- Format : Couleurs - 2,35:1 - DTS - 35 mm
- Genre : Action, drame, musical, policier, romance, thriller
- Durée : 173 minutes (2 h 53)
- Dates de sorties en salles :
  -  Inde : 15 août 1997

## Distribution
- Bobby Deol : Sahil Sinha
- Manisha Koirala : Sheetal Choudhry
- Kajol : Isha Diwan
- Raj Babbar : gouverneur Jaisingh Sinha
- Paresh Rawal : Ishwar Diwan
- Sadashiv Amrapurkar : inspecteur Neelkanth
- Prem Chopra : Mantri
- Om Puri : inspecteur Udham Singh
- Kulbhushan Kharbanda : Dr. Gandhi
- Dalip Tahil : Meghnath Choudhry
- Mukesh Rishi : Babu Anna
- Tej Sapru : le geôlier
- Harish Patel : Phoolchand
- Ashok Saraf : Havaldar Pandu
- Anjan Srivastav : commissaire Patwardhan
- Vishwajeet Pradhan : chasseur de primes
- Dinesh Hingoo: le serviteur de Thanawala
- Priya Tendulkar : Sharda Sinha
- Bob Christo : organisateur du bateau
- Raza Murad : l'avocat de Thanawala
- Sharat Saxena : Vilas Rao
- Master Harsh Lunia : Harsh Sinha
- Aparajita : Mme Choudhry

## Bande originale
Albums de Viju Shah
Prithvi
(1997) Aar Ya Paar
(1997)
La bande originale du film, composée par Viju Shah. Elle comprend huit chansons, écrites par Anand Bakshi. Elles sont chantées, pour la plupart, par la célèbre chanteuse de playback Alka Yagnik, accompagné par d'autres interprètes dont Udit Narayan, Kavita Krishnamurthy et Kumar Sanu, qui apparaissent également dans la bande originale.
| 1.    | Yeh Pyasi Jawani          | Alka Yagnik                                           | 6:02 |
| 2.    | Mushkil Bada Ye Pyaar Hai | Alka Yagnik, Udit Narayan                             | 5:53 |
| 3.    | Gupt Gupt                 | Kavita Krishnamurthy, Hema Sardesai, Chetan Shashital | 2:55 |
| 4.    | Gupt Gupt (prolongé)      | Kavita Krishnamurthy, Hema Sardesai, Chetan Shashital | 4:55 |
| 5.    | Mere Khwabon Mein Tu      | Kumar Sanu, Alka Yagnik                               | 5:33 |
| 6.    | Waltz for a Romance       | Udit Narayan, Sunita Rao                              | 6:30 |
| 7.    | Duniya Haseeno Ka Mela    | Kumar Sanu, Alka Yagnik, Kavita Krishnamurthy         | 5:13 |
| 8.    | Yeh Pyaar Jya Hai         | Udit Narayan, Sadhana Sargam                          | 5:48 |
| 44:18 |                           |                                                       |      |

## Distinctions
| Date            | Distinction     | Catégorie                                      | Nom                                      | Résultat   |
| --------------- | --------------- | ---------------------------------------------- | ---------------------------------------- | ---------- |
| 31 janvier 1998 | Filmfare Awards | Meilleur montage                               | Rajiv Rai                                | Lauréat    |
| 31 janvier 1998 | Filmfare Awards | Meilleure musique d'accompagnement             | Viju Shah                                | Lauréat    |
| 31 janvier 1998 | Filmfare Awards | Meilleure performance dans un rôle de méchante | Kajol                                    | Lauréat    |
| 31 janvier 1998 | Filmfare Awards | Meilleur film                                  | Gulshan Rai, Ajay Shah                   | Nomination |
| 31 janvier 1998 | Filmfare Awards | Meilleur réalisateur                           | Rajiv Rai                                | Nomination |
| 31 janvier 1998 | Filmfare Awards | Meilleur acteur dans un second rôle            | Om Puri                                  | Nomination |
| 31 janvier 1998 | Filmfare Awards | Meilleure direction musicale                   | Viju Shah                                | Nomination |
| 31 janvier 1998 | Filmfare Awards | Meilleure chanteuse de play-back               | Alka Yagnik (pour Mere Khwaabon Mein Tu) | Nomination |